# Club Sportivo Alsina
El Club Sportivo Alsina es un club deportivo ubicado en la localidad de Valentín Alsina, reconocido por haber disputado torneos de la Asociación del Fútbol Argentino entre la década de 1920 y 1946.
Aunque el club ya no disputa campeonatos oficiales de fútbol, aún persiste con otras disciplinas tales como baloncesto, judo, baby fútbol, patinaje sobre ruedas y vóleibol. Su sede se encuentra en la esquina de las calles Choele Choel y Juan Domingo Perón, Valentín Alsina, Buenos Aires.

## Historia
El club fue fundado el 17 de octubre de 1916 por un grupo de jóvenes de Valentín Alsina, quienes bautizaron al club con el nombre de El Aeroplano en honor al auge de la aeronavegación por esos días. Los colores indentitarios del club fueron elegidos ya que el único uniforme conseguido era una camiseta verde con bastones rojos. Por su parte, los terrenos para la construcción del estadio fueron cedidos por la familia Campomar, dueños de la fábrica que llevaba como nombre ese apellido, que eran importantes empresarios de la zona.
En 1923, al realizarse la primera reorganización del fútbol argentino, el nombre que tenía el club fue rechazado ya que existía otro club previamente, registrado unos años antes, con la misma denominación, que era muy popular en esa época. Por este motivo deciden registrarse con el nombre que se lo conoce actualmente, Club Sportivo Alsina.

### Década del 30'
La década de 1930 resulta muy promisoria para el club: en lo futbolístico, logra participar dos años consecutivos en la primera división mientras que, una vez reunificado el fútbol argentino en una sola asociación, sale campeón en 1936 de la Tercera División y asciende a Segunda; en lo social, obtiene en 1935 la personería jurídica mientras que en 1939 compra los terrenos donde actualmente se encuentra la sede social. Además, en 1934 el arquero del equipo, Ángel Grippa, es convocado para disputar la Copa Mundial de Fútbol de ese año.

### Década del 40'
En 1943 la familia Campomar retira los terrenos cedidos al club para competir y en 1947 le dice adiós a las competencias de AFA para siempre. Sin embargo, así como se despide de un deporte comienza a proyectarse notablemente en otro: dos años antes, en 1945, había inaugurado la pista donde un año más tarde se construye la cancha de baloncesto; así, en 1949 comienza a competir en los torneos de básquet asociado e inicia una época de oro para el club en esa disciplina.

### Década del 50'
En la década de 1950 el club vive momentos de gloria en el básquet, logrando varios títulos y consolidándose como uno de los clubes más importante de la disciplina. La época dorada en ese deporte llegaría su fin a comienzos de la década siguiente, poniendo punto final nuevamente a un período muy rico para la institución, esta vez en otra disciplina, que fue acompañado por un período de enorme auge en lo social que también corrió a la par de sus éxitos deportivos y se fue apagando a medida que los mismos llegaron a su fin. 
A partir de allí el club entró en un período de decadencia, mermando su actividad social y deportiva. Recién en la década de 1980 se retomaron diversas obras edilicias así como la realización de distintos eventos sociales para solventarlas. En la actualidad el club intenta recuperar a través de su vida social y sus actividades deportivas, artísticas y culturales la rica historia que supo tener en sus años dorados.

## Datos del club

### En el amateurismo
- Temporadas en Primera División: 2 (1933-1934)
- Temporadas en segunda categoría: 7 (1920-1926)
  - Temporadas en División Intermedia: 7
- Temporadas en tercera categoría: 8 (1918-1919, 1927-1932)
  - Temporadas en Segunda División: 2
  - Temporadas en División Intermedia: 6

### En el profesionalismo
- Temporadas en segunda categoría: 2 (1937, 1942)
- Temporadas en tercera categoría: 10 (1935-1936, 1938-1941, 1943-1946)

### Total
- Temporadas en Primera División: 2
- Temporadas en segunda categoría: 9
- Temporadas en tercera categoría: 18